# Esther Yáñez González-Irún
Esther Yáñez González-Irún (San Fernando, Cádiz, 1971) fue la primera mujer española en ingresar en la Armada Española, también la primera en estar al frente de un barco de guerra, y es capitán de navío desde 2021.

## Biografía
Nació en una familia vinculada a la marina. Desistió de su idea inicial de hacer la carrera de Medicina, cuando en 1988 las Fuerzas Armadas abrieron sus puertas a las mujeres.
«Mis padres se asustaron terriblemente cuando les dije que quería seguir la carrera militar, ya que era emprender un camino hasta entonces desconocido para las mujeres».

### Trayectoria
Es especialista en Comunicaciones, Diplomada en Estado Mayor y Licenciada en Derecho por la UNED. Posee las aptitudes de controlador de helicópteros en el mar, seguridad de vuelo y oficial de táctica.
A los 18 años fue la primera mujer estudiante en la Escuela Naval de Marín (Pontevedra), donde se convirtió también en la primera en concluir la carrera militar profesional y en dar la octava vuelta al mundo, como guardiamarina, a bordo del buque escuela Juan Sebastián de Elcano. En 1999 ascendió a teniente de navío. En 2005, mandó por primera vez como oficial un buque de guerra, el Patrullero “Laya” con base en Cádiz. En 2010, como capitán de corbeta mandó también el buque logístico “Mar Caribe”, basado en Cádiz. Posteriormente pasó a ser capitán de fragata. En 2020, fue nombrada comandante de la fragata "Santa María". En 2021 ascendió a capitán de navío de la Armada Española.

## Premios y reconocimientos
- Medalla de Andalucía, en 2013.[8]